# Tsutomu Yanagida

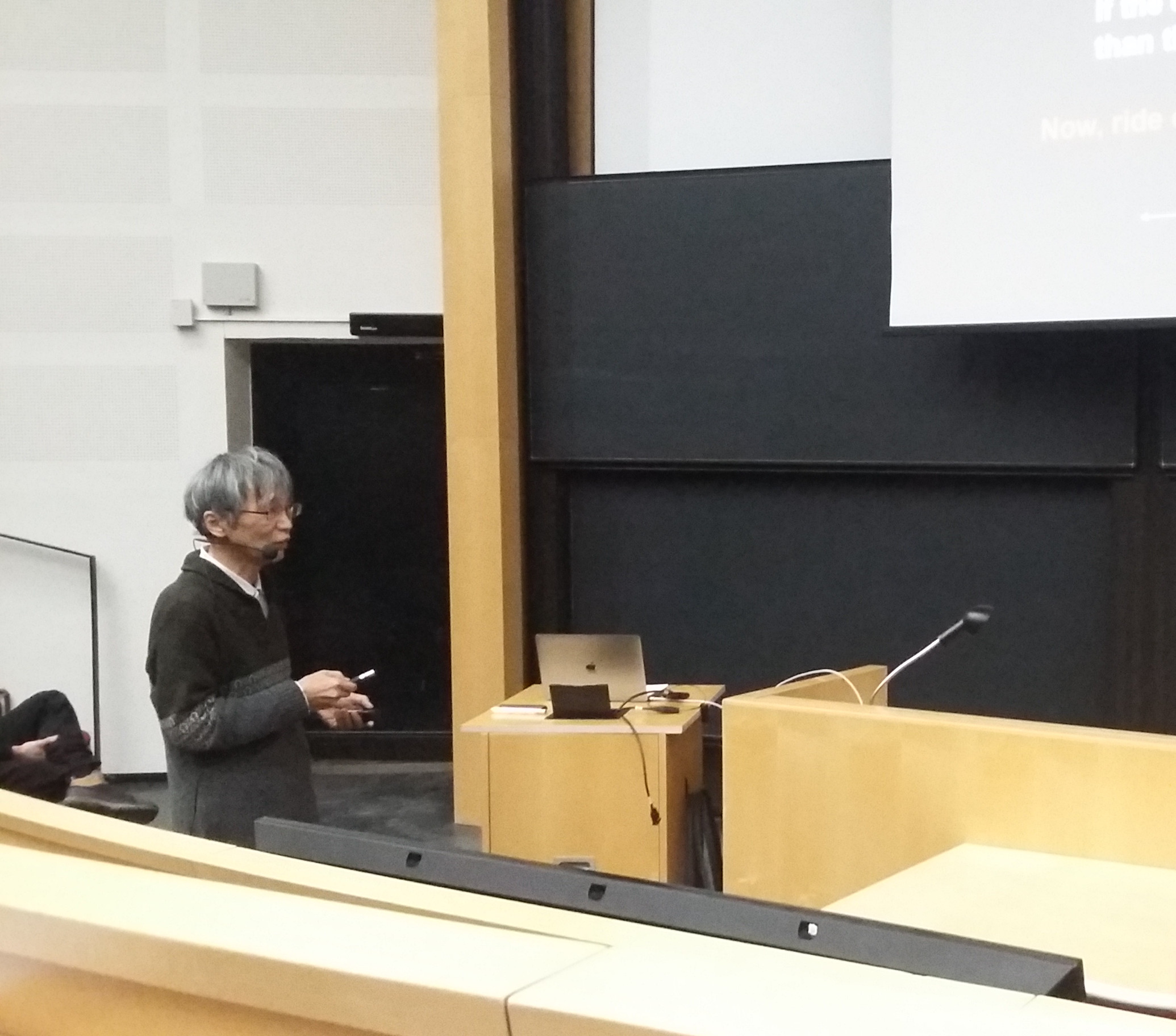
Tsutomu Yanagida auf der Nordita Advanced Winter School on Theoretical Cosmology 2020

Tsutomu Yanagida (japanisch 柳田 勉, Yanagida Tsutomu; * 9. Februar 1949) ist ein japanischer Physiker und Hochschullehrer.

## Leben
Tsutomu Yanagida promovierte 1977 an der Universität Hiroshima in Japan. 1979 entwickelte er das Modell des Seesaw-Mechnismus, das die leichte Masse der Neutrinos durch die Einführung rechtshändiger schwerer Neutrinos erklärt. Wenige Jahre später erarbeitete er gemeinsam mit M. Fukugita das Modell der Leptogenese (auch Fukugita-Yanagida-Szenario), dass die Baryonenasymmetrie auf eine Leptonenasymmetrie zurückführt. Auch hierzu werden rechtshändige Neutrinos genutzt. Bis 2019 war er Professor am Kavli Institute for Physics and Mathematics of the Universe an der Universität Tokio. Zu seinen Studenten und Doktoranden in Tokio gehörten Yasunori Nomura, Junji Hisano und Takeo Moroi. Im Jahr 2019 wurde er zum Professor an der Jiaotong-Universität Shanghai ernannt. Seine Forschung umfasst theoretische Teilchenphysik, Stringtheorie bis hin zur Kosmologie und Astrophysik. Er beschäftigt sich unter anderem mit Supersymmetrie, Inflationsmodellen und der Baryonenasymmetrie. Yanagida ist korrespondierendes Mitglied der Akademie der Wissenschaften in Hamburg. Im Jahr 2017 besuchte er das Higgs Center of Theoretical Physics an der Universität Edinburgh als Gast-Wissenschaftler.

## Ehrungen
- 1992: Nishina-Preis
- 2011: Hertz Lecture[6] bei DESY Hamburg
- 2014: Helmholtz International Fellow Award[7]

## Schriften (Auswahl)
- Tsutomu Yanagida: Horizontal Symmetry and Masses of Neutrinos. In: Progress of Theoretical Physics, Band 64, Ausgabe 3, September 1980, S. 1103–1105.
- Tsutomu Yanagida, Motohiko Yoshimura: Various Schemes of Neutrino Mixing. In: Progress of Theoretical Physics, Band 64, Ausgabe 5, November 1980, S. 1870–1873.
- Masataka Fukugita, Tsutomu Yanagida: Baryogenesis without grand unification. In: Phys. Lett. B174, S. 45–47 (1986).
- Wilfried Buchmüller, Roberto Peccei, Tsutomu Yanagida: Leptogenesis as the origin of matter. In: Annual Review of Particle and Nuclear Physics, Band 55, 2005, S. 311–355.

## Bücher
- Masataka Fukugita, Tsutomu Yanagida: Physics of Neutrinos and Application to Astrophysics, Springer, 2003.